# Bettainvillers
Bettainvillers ist eine französische Gemeinde mit 386 Einwohnern (Stand: 1. Januar 2022) im Département Meurthe-et-Moselle in der Region Grand Est (bis 2015 Lothringen). Die Gemeinde gehört zum Arrondissement Val-de-Briey und ist Mitglied im Gemeindeverband Communauté de communes Orne Lorraine Confluences. Die Einwohner werden Bettainvillois und Bettainvilloises genannt.

## Lage
Bettainvillers liegt etwa 20 Kilometer westsüdwestlich von Thionville. Umgeben wird Bettainvillers von den Nachbargemeinden Tucquegnieux im Westen und Norden, Avril im Nordosten und Osten sowie Val de Briey im Süden.

## Bevölkerungsentwicklung

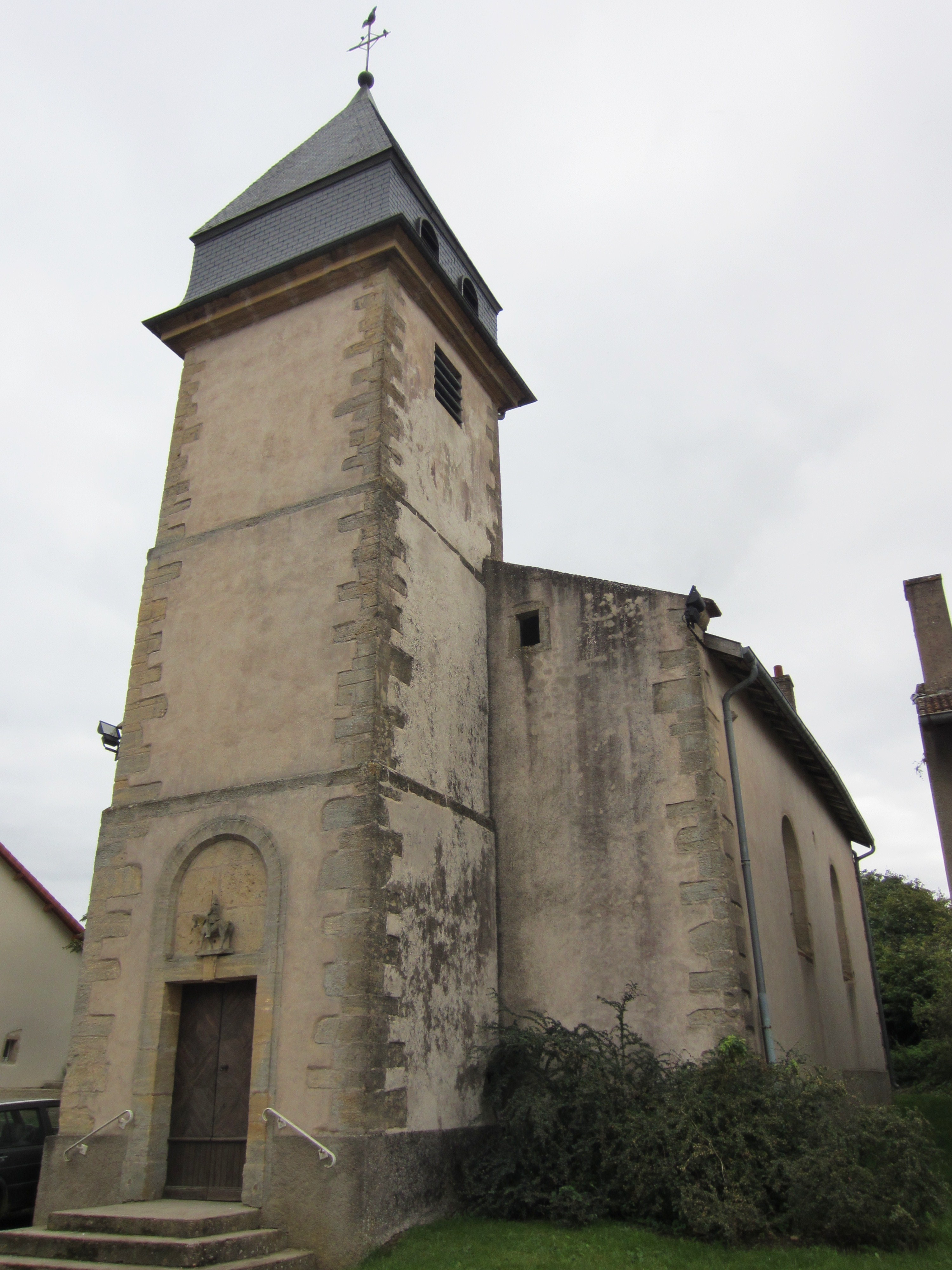
Pfarrkirche Saint-Maurice

| Jahr                       | 1962 | 1968 | 1975 | 1982 | 1990 | 1999 | 2006 | 2013 | 2019 |
| Einwohner                  | 220  | 209  | 184  | 187  | 156  | 155  | 194  | 318  | 405  |
| Quellen: Cassini und INSEE |      |      |      |      |      |      |      |      |      |

## Sehenswürdigkeiten
- Pfarrkirche Saint-Maurice aus dem Jahre 1763